# Sci alpinismo ai IX Giochi asiatici invernali - Sprint femminile
La specialità dello sprint femminile di sci alpinismo ai IX Giochi asiatici invernali si è svolta il 9 febbraio 2025 allo Yabuli Ski Resort di Harbin, in Cina.

## Risultati
Legenda
- PEN — Penalità
- q — Qualifificato per il tempo

### Qualificazioni
| Rank | Atleta              | Tempo   | Pen. |
| ---- | ------------------- | ------- | ---- |
| 1    | Cidan Yuzhen        | 3:09.31 |      |
| 2    | Suolang Quzhen      | 3:17.75 |      |
| 3    | Ji Lulu             | 3:18.24 |      |
| 4    | Yu Jingxuan         | 3:29.13 |      |
| 5    | Sora Takizawa       | 3:36.74 |      |
| 6    | Natsumi Usui        | 3:39.97 |      |
| 7    | Yurie Tanaka        | 3:41.19 |      |
| 8    | Jeong Ye-ji         | 3:46.09 |      |
| 9    | Assem Nazyrova      | 3:48.61 |      |
| 10   | Marzieh Baha        | 4:07.29 |      |
| 11   | Fatemeh Seid        | 4:10.05 |      |
| 12   | Kim Ha-na           | 5:06.90 |      |
| 13   | Kim Mee-jin         | 5:30.06 |      |
| —    | Feruza Bobokulova   | DNS     |      |
| —    | Asila Shayimova     | DNS     |      |
| —    | Mokhinur Aralova    | DNS     |      |
| —    | Ezoza Shaymardonova | DNS     |      |

### Semifinali

#### Semifinale A
| Rank | Atleta         | Tempo   | Pen. | Note |
| ---- | -------------- | ------- | ---- | ---- |
| 1    | Yu Jingxuan    | 3:19.36 |      | Q    |
| 2    | Cidan Yuzhen   | 3:20.17 |      | Q    |
| 3    | Sora Takizawa  | 3:23.83 |      | LL   |
| 4    | Assem Nazyrova | 3:45.75 |      |      |
| 5    | Jeong Ye-ji    | 3:46.98 |      |      |
| —    | Kim Ha-na      | DNF     |      |      |

#### Semifinale B
| Rank | Atleta         | Tempo   | Pen. | Note |
| ---- | -------------- | ------- | ---- | ---- |
| 1    | Suolang Quzhen | 3:16.67 |      | Q    |
| 2    | Ji Lulu        | 3:18.50 |      | Q    |
| 3    | Yurie Tanaka   | 3:26.62 |      | LL   |
| 4    | Natsumi Usui   | 3:39.62 |      |      |
| 5    | Marzieh Baha   | 3:57.49 |      |      |
| 6    | Fatemeh Seid   | 4:13.64 |      |      |

### Finale
| Class | Atleta         | Nazione | Tempo |
| ----- | -------------- | ------- | ----- |
| 1     | Cidan Yuzhen   | 2:55.88 |       |
| 2     | Yu Jingxuan    | 2:59.84 |       |
| 3     | Suolang Quzhen | 3:01.78 |       |
| 4     | Ji Lulu        | 3:04.31 |       |
| 5     | Yurie Tanaka   | 3:22.59 |       |
| 6     | Sora Takizawa  | 3:28.98 |       |